# Sân vận động Trung tâm Thể thao Olympic Tế Nam
Sân vận động Trung tâm Thể thao Olympic Tế Nam (tiếng Trung giản thể: 济南奥林匹克体育中心), còn được gọi thông tục là Xiliu (tiếng Trung: 西柳; nghĩa đen 'Liễu Tây'), là một sân vận động đa năng trong Trung tâm Thể thao Olympic Tế Nam ở Tế Nam, Trung Quốc. Sân vận động là địa điểm chính của Đại hội Thể thao Quốc gia Trung Quốc 2009 vào tháng 10 năm 2009 và được sử dụng cho lễ khai mạc, các trận đấu bóng đá và các sự kiện môn thi đấu điền kinh. Sân có sức chứa 56.808 khán giả với diện tích xây dựng là 131.000 mét vuông. Sân được khánh thành vào tháng 4 năm 2009.